# CBR (motorfiets)
CBR is een Italiaans historisch merk van motorfietsen.
De bedrijfsnaam was: Motocicli Cigala, Barberis & Ruda, Torino.
Cigala, Barberis en Ruda waren de drie constructeurs die samen in 1912 begonnen met de productie van motorfietsen. Het eerste model was een 255cc-zijklepper die 3 pk leverde, magneetontsteking en riemaandrijving had en 45 kg woog. In de volgende jaren bleef dit model in de catalogus staan, maar in 1913 kwam er bovendien vergelijkbaar 346cc-model met kettingaandrijving dat 4 tot 5 pk leverde. In 1914 volgde een 3 pk tweetakt die 950 lire kostte, 75 km/h kon halen en slechts 3 liter benzine en 0,5 liter olie op 100 km verbruikte. Ook kwamen er nieuwe 5- en 9pk-modellen en het bedrijf leverde intussen ook koppelingen, versnellingsbakken en naven aan andere merken. Door het grote modellenscala en de nevenproducten had het merk CBR een mooie toekomst kunnen hebben, zeker nu men ook van plan was de motorblokken als inbouwmotor aan andere merken te gaan leveren. De Eerste Wereldoorlog maakte hier echter een einde aan. Na de oorlog kwam het merk niet meer terug.